# Eva Pfarrhofer
Eva Pfarrhofer   (Viena, 29 de maig de 1928 - Viena, 3 de maig de 2017), de casada Worisch, fou una saltadora austríaca, que va competir durant la dècada de 1950. Fou pionera de la natació sincronitzada a Àustria i membre honorari de la federació austríaca de natació.
El 1952 va prendre part en els Jocs Olímpics d'Estiu de Hèlsinki, on fou novena en la prova del palanca del programa de salts. Quatre anys més tard, als Jocs de Melbourne, fou tretzena en la mateixa prova.
En el seu palmarès destaca una medalla de bronze en el salt de palanca de 10 metres de Campionat d'Europa de natació de 1954 i dues medalles d'or a les Universíades de 1955.
El 1957 es casà amb el també saltador Franz Worisch. Els seus fills Michael Worisch i Alexandra Worisch i neta Nadine Brandl també han estat destacats esportistes. Un cop retirada de la competició va treballar al grup de dansa Volksoper i com a coreògrafa per a televisió i cinema, a més de formar-se com a entrenadora a l'Institut de Ciències de l'Esport de Viena.